# 踩单车 (足球)
踩单车 又稱剪刀脚，是足球中的一种盤球动作，它也是一種假動作，持球的進攻隊員通過該動作用來欺骗防守队员，即他裝的想向某個方向移動，而實際上其並無此意圖，其實該進攻球員是往另一個方向移動。 